# Everyday (album Dave Matthews Band)
Everyday – czwarty album zespołu rockowego Dave Matthews Band, wydany 27 lutego 2001 roku. Album zadebiutował na 1. miejscu listy Billboard 200 dzięki sprzedaży 755 tys. egzemplarzy w pierwszym tygodniu i utrzymał pierwszą pozycję również w tygodniu drugim. Po 25 tygodniach album osiągnął sprzedaż wynoszącą 2,5 miliona egzemplarzy. Była to piąta najlepiej sprzedająca się płyta w roku 2001 według The Billboard Year. Pierwszym singlem promującym album był I Did It. Piosenka tytułowa Everyday jest dopracowaną wersją starszego utworu grupy o nazwie #36, który wcześniej ukazał się na albumach koncertowych Live at Red Rocks 08.15.95 oraz Listener Supported. Dreams of Our Fathers jest jedyną piosenką Dave Matthews Band, która została wydana na oficjalnym albumie studyjnym grupy ale nigdy nie doczekała się wykonania przez zespół podczas koncertu. Remix piosenki When the World Ends znalazł się na ścieżce dźwiękowej do filmu The Matrix Reloaded: The Album. 

## Lista utworów
1. "I Did It" – 3:36
2. "When the World Ends" – 3:32
3. "The Space Between" – 4:03
4. "Dreams of Our Fathers" – 4:41
5. "So Right" – 4:41
6. "If I Had It All" – 4:03
7. "What You Are" – 4:33
8. "Angel" – 3:58
9. "Fool to Think" – 4:14
10. "Sleep to Dream Her" – 4:25
11. "Mother Father" – 4:24
12. "Everyday" – 4:43

## Wykonawcy biorący udział w nagraniu
- Dave Matthews - gitara elektryczna, gitara akustyczna, śpiew
- Carter Beauford - instrumenty perkusyjne, chórki
- Stefan Lessard - gitara basowa, chórki
- LeRoi Moore - saksofony, klarnet, flet, chórki
- Boyd Tinsley - skrzypce, skrzypce elektryczne, chórki

## Gościnnie
- Butch Taylor - instrumenty klawiszowe
- Carlos Santana - gitara elektryczna w utworze Mother Father
- Karl Perrazo - instrumenty perkusyjne w utworze Mother Father
- Vusi Mahlasela - śpiew w utworze Everyday